# Divizia 15 Infanterie (1916-1918)
Divizia 15 Infanterie a fost o mare unitate de nivel tactic care s-a constituit la 27 august 1916, prin mobilizarea unităților de rezervă din compunerea Comandamentului V Teritorial: Regimentul 74 Infanterie - (Constanța), Regimentul 73 Infanterie - (Tulcea), Regimentul 80 Infanterie - (București), Regimentul 75 Infanterie - (Urziceni), Regimentul 76 Infanterie - (Oltenița), Regimentul 63 Infanterie - (Călărași, Silistra, Bazargic), Regimentul 79 Infanterie - Slobozia, Regimentul 78 Infanterie - (Brăila) și Regimentul 24 Artilerie.:p. 103
Divizia  a făcut parte din organica Corpului V Armată. La intrarea în război, Divizia 15 Infanterie a fost comandată de generalul de brigadă Eremia Grigorescu. Divizia a participat la acțiunile militare pe frontul românesc, pe toată perioada războiului, între 27 august 1916 - 11 noiembrie 1918. 

## Ordinea de bătaie la mobilizare

### Campania anului 1916
La declararea mobilizării, la 27 august 1916, Divizia 15 Infanterie a făcut parte din compunerea de luptă a Corpului V Armată, alături de Divizia 10 Infanterie. Corpul V Armată era comandat de generalul de divizie Gheorghe Georgescu, constituind rezerva generală strategică aflată la dispoziția Marelui Cartier General.
Ordinea de bătaie a diviziei era următoarea:

- Divizia 15 Infanterie

- Brigada 29 Infanterie

- Regimentul 74 Infanterie
- Regimentul 80 Infanterie

- Brigada 30 Infanterie

- Regimentul 75 Infanterie
- Regimentul 76 Infanterie

- Regimentul 25 Artilerie

## Reorganizări pe perioada războiului
În prima jumătate a anului 1917, Divizia 15 Infanterie s-a reorganizat în spatele frontului. Divizia a fost inclusă în compunerea de luptă a Corpului V Armată, alături de Divizia 9 Infanterie și Divizia 10 Infanterie. Corpul V Armată era comandat de generalul de brigadă Ioan Istrate, eșalonul ierarhic superior fiind Armata 1
Ordinea de bătaie a diviziei era următoarea::p. 192>

- Divizia 15 Infanterie

- Brigada 29 Infanterie

- Regimentul 63/79 Infanterie
- Regimentul 73/78 Infanterie

- Brigada 30 Infanterie

- Regimentul 74/80 Infanterie
- Regimentul 75/76 Infanterie

- Brigada 15 Artilerie

- Regimentul 25 Artilerie
- Regimentul 30 Obuziere

- Compania divizionară de mitraliere
- Divizionul de cavalerie
- Batalionul 15 Pionieri

## Comandanți
Pe perioada desfășurării Primului Război Mondial, Divizia 15 Infanterie a avut următorii comandanți:
| Gradul             | Numele            | Perioada                              | Imagine |
| ------------------ | ----------------- | ------------------------------------- | ------- |
| General de brigadă | Eremia Grigorescu | 15 august 1916 - 30 decembrie 1916    |         |
| Colonel            | Paul Angelescu    | 31 decembrie 1916 - 28 octombrie 1918 |         |